# Демченко, Григорий Васильевич
Григо́рий Васи́льевич Де́мченко (1869—1958) — историк права, профессор Киевского университета и юридического факультета в Суботице.

## Биография
Сын заслуженного профессора университета Св. Владимира Василия Григорьевича Демченко (1831—1914). Двоюродный брат известного киевского предпринимателя Всеволода Яковлевича Демченко.
Окончил Киевскую Первую гимназию с золотой медалью (1887) и юридический факультет университета Святого Владимира с дипломом 1-й степени (1891). За работу «Уголовное право Литовского статута в связи с развитием русского уголовного права вообще» был удостоен золотой медали и оставлен при университете для приготовления к профессорскому званию по кафедре уголовного права и истории русского права.
Выдержав магистерское испытание в 1896 году, занимался в Московском архиве Министерства юстиции и Киевском центральном архиве, изучая судебные дела Литовской Руси XVI и XVII веков. В том же году получил звание приват-доцента университета Св. Владимира, а в 1897 году был назначен и.д. доцента Варшавского университета. Был командирован в Европу, где работал в университетах, библиотеках и семинариях Берлина, Лейпцига, Вены, Парижа, Лиона и Лондона, слушал лекции ведущих европейских юристов, в том числе Биндинга, Ламмаша и Франца Листа, знакомился с устройством местной следственной и судебной системы.
В 1903 году защитил в Харьковском университете магистерскую диссертацию «Судебный прецедент» и был назначен экстраординарным профессором Варшавского университета по кафедре уголовного судоустройства и судопроизводства.
В 1906 и 1907 годах командировался в Санкт-Петербург для участия в работах комиссии по вопросу об учреждении нового университета в России, образованной при Министерстве народного просвещения. В качестве делопроизводителя комиссии, посетил Витебск и Саратов, чтобы на месте выяснить условия открытия нового университета. Императорский Николаевский университет был открыт в Саратове в 1909 году.
В 1907 году был избран профессором уголовного права и процесса в университете Св. Владимира, в каковой должности состоял до 1920 года. Одновременно состоял профессором и деканом Высших женских курсов в Киеве. Помимо отдельных работ опубликовал ряд статей, заметок и рецензий в специальных журналах. Выступал на съезде Союза землевладельцев и земледельцев Юго-Западного края с докладом «О порядке замещения должности единоличного местного судьи» (1909).
В 1920 году эмигрировал в Югославию. Был профессором, а некоторое время и деканом, юридического факультета в Суботице. Состоял членом Общества русских ученых в Югославии и Русской академической группы в Париже. В 1926 году был делегатом Российского Зарубежного съезда в Париже от Русского комитета в Югославии.
Скончался в 1958 году в Суботице.

## Семья
Сын Василий (1898—1972), доктор математики Белградского университета, инженер. Защитив докторскую диссертацию в Сорбонне, поселился в Париже, работал в лаборатории аэродинамики Парижского университета. Эмигрантский общественный деятель. Вице-председатель Русского научно-философского общества, член правления Общества охранения русских культурных ценностей (с 1949), вице-председатель Русской академической группы в Париже (с 1963). Занимался сбором материалов по математике и физике для «Золотой книги русской эмиграции» (1966).

## Труды
- Наказание по Литовскому статуту в его трех редакциях (1529, 1566 и 1588 гг.). — Киев, 1894.
- Притомные люди и копная сторона. — Варшава, 1899.
- Уголовный суд, как особая ветвь юстиции // Журнал Министерства юстиции. — Санкт-Петербург, 1899.
- Судебный прецедент [Диссертация]. — Варшава, 1903.
- К вопросу об участии земских добрых людей в древне-русских судах. — Киев, 1903.
- Суд и закон в уголовном праве // Варшавские университетские известия. 1903.
- Неясности, неполнота и недостаток уголовного закона. — Санкт-Петербург, 1904.
- Записка об учреждении нового университета в России. 1907.
- Из истории судоустройства в древней России. — Варшава, 1909.
- Ц. Ломброзо и его значение в науке уголовного права. 1912.